# ویسبادن-برکنهایم
ویسبادن-برکنهایم (به آلمانی: Wiesbaden-Breckenheim) یک منطقهٔ مسکونی در آلمان است که در ویسبادن واقع شده‌است. ویسبادن-برکنهایم  ۳٬۵۷۲ نفر جمعیت دارد.